# NemoS
NemoS ist ein italienischer Zeichner und Streetart-Künstler.
Er zeichnet nach eigenen Aussagen seit seinen Jugendjahren und ist als Künstler Autodidakt. Sein Geburtsname ist nicht bekannt, ebenso gibt es bisher keine Daten zu seiner Biografie. Als er anfing, an blanken Wänden in den Straßen zu malen, wählte er für sich den Künstlernamen NemoS. Seine Murals signiert er mit dem Tag „NEMO’S“. Nemo bedeutete im Lateinischen Niemand und ist gleichzeitig eine Anspielung auf Kapitän Nemo aus dem Roman „20.000 Meilen unter dem Meer“ von Jules Verne.

## Werk

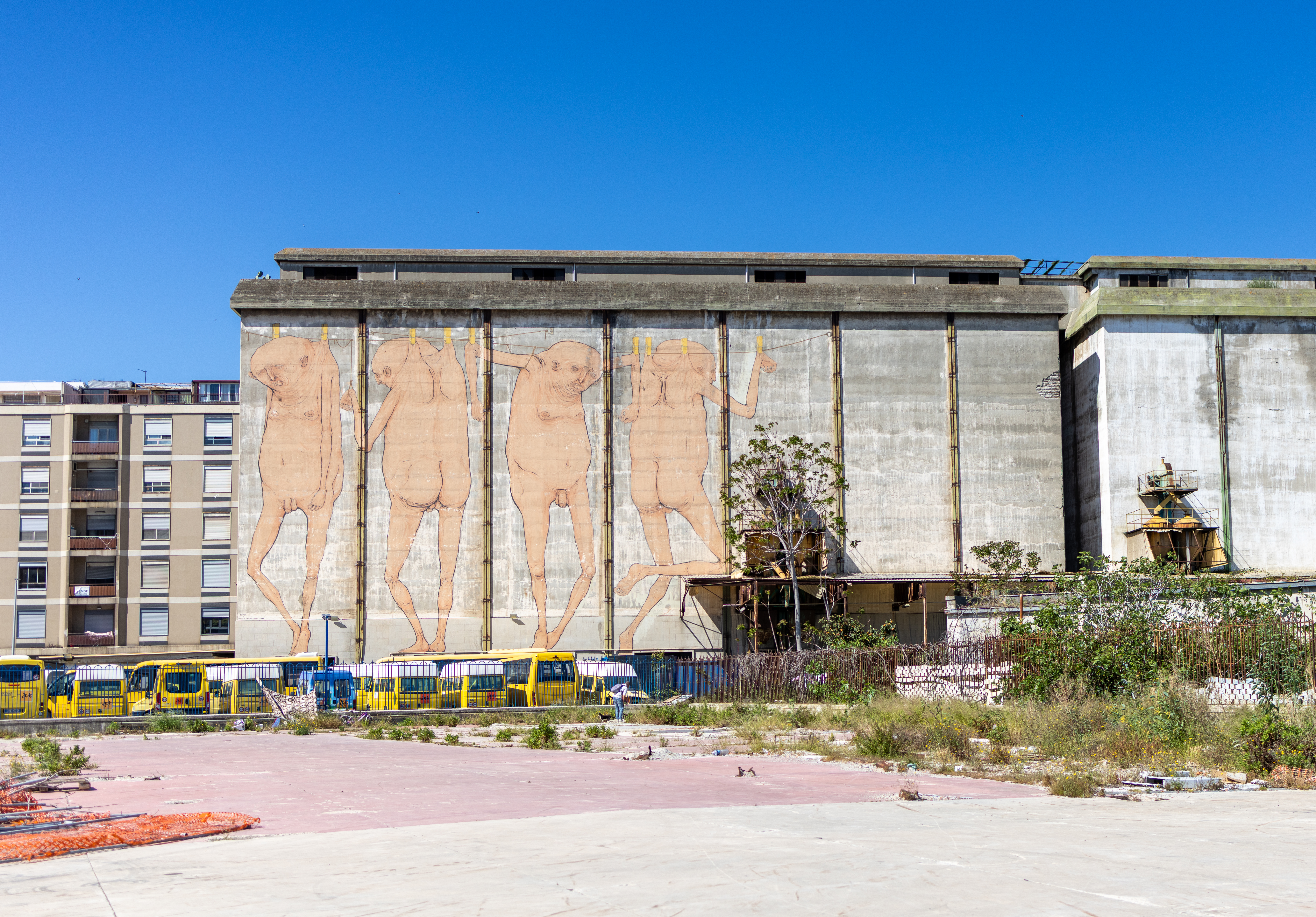
Mural von NemoS am Hafen von Messina

NemoS’ Murals werden in Skizzenbüchern detailliert und sorgfältig vorbereitet. In der Regel führt er die Bilder in einer variantenreichen Mischtechnik aus. Er benutzt das Papier italienischer Tageszeitungen, das in mehreren Lagen aufeinandergelegt und immer wieder mit Leim fixiert wird. Dazu kommen Acrylfarben sowie unterschiedliche Gegenstände, die als Collage-Elemente in das Bild eingearbeitet werden. An den jeweiligen Bildträgern vorgefundene Baureste, Fenster oder Löcher können in das Bild ohne weiteres integriert werden.
Protagonist seiner Murals ist in der Regel ein deprimiert oder melancholisch wirkender Mann mit deutlich sichtbaren Spuren des Alterns. Er zeigt sich mit faltigem Hals, fast kahl, mit hohlem Blick und ausgemergelten Gliedern, bis zum Skelett abgemagert, eingesperrt in einen Käfig oder ein Gehäuse, gefesselt in einem unentwirrbaren Netz von Stricken. Themen seiner Bilder sind – satirisch überspitzt – der Raubbau an der Natur, Kapitalismuskritik, die Kälte der Gesellschaft gegenüber dem Migrantenproblem, Kritik an den hohlen Parolen der Werbung sowie Trauer über die Kinder, die durch das ständige Manipulieren mit elektronischem Spielzeug um ihre Kindheit gebracht werden.
Mehrere seiner großformatigen Murals sind im Rahmen der Sagra della Street Art 2014 an einem Wochenende in dem Dorf Vedriano in der Provinz Reggio Emilia entstanden. In Kooperation mit den örtlichen Bauern und der Gemeindeverwaltung wurden den beteiligten Künstlern Scheunen, Ställe, Getreidesilos, aufgegebene Wohnhäuser oder Gebäude in kommunalem Besitz als Malgründe zur Verfügung gestellt.
2018 nahm er an der zweiten Auflage von Street Art Acquedolci teil.

## Rezeption
Der spanische GIF art-Künstler A.L. Crego hat mehrfach im Einverständnis oder in Zusammenarbeit Murals von NemoS als Grundlage für seine flüchtigen und kurzlebigen Video-Animationen genommen, die sich in der Regel über die sozialen Medien im Internet schnell verbreiten und auf diese Weise dokumentiert werden.

## Murals (Auswahl)
- 2014: RIP „Off“; Mischtechnik aus Recycling-Zeitungspapier und Acryl, Sapri, Italien
- 2014: Before and after, Sclater Street Cart Park, Easter London[6]
- 2015: Who Is Inside Nemo’s, Madrid

## Ausstellungen
- 2015: Espositivo Gallery, Madrid